# Univerzitní a městská knihovna Kolín nad Rýnem
Univerzitní a městská knihovna Kolín nad Rýnem je univerzitní knihovnou Kolínské univerzity a současně městskou knihovnou Kolína nad Rýnem spadající mezi jednu z dvanácti kolínských knihoven. Je také největší knihovnou německé spolkové země Severní Porýní-Vestfálsko. Nabízí své služby studentům a zaměstnancům univerzity a občanům města a širokého okolí.

Knihovna disponuje širokým spektrem nejnovějších publikací, ale také četnou sbírkou historických výtisků. Těžiště knihovního fondu ve sbírkách tématu podnikové ekonomie, sociálních věd, knihách o Beneluxu či historických výtisků z Porýní přisuzují knihovně nadregionální význam. Celkově obsahuje knihovní fond 4,4 milionu médií; z čehož je 330 tisíc elektronických knih a 66 tisíc elektronických časopisů.

## Historie
Knihovna byla zřízena roku 1920 jako jedna z institucí nově založené Kolínské univerzity. Většina položek historického fondu pochází z institucí, které v Kolíně nad Rýnem existovaly před založením univerzitní a městské knihovny. Nejstarším předchůdcem byla tzv. Syndikatsbibliothek, příruční knihovna městské rady, obsahující zejména právnické spisy pro pracovní účely městské rady.

Další zdroj, který tvoří základ knihovního fondu, pochází od bývalého rektora staré univerzity Ferdinanda Franze Wallrafa.

### Ředitelé knihovny
- Klemens Löffler (1920–1933)
- Hermann Corsten (1933–1954)
- Rudolf Juchhoff (1954–1960)
- Werner Krieg (1960–1971)
- Severin Corsten (1971–1986)
- Hans Limburg (1986–1998)
- Wolfgang Schmitz (1999–2014)
- Hubertus Neuhausen (od roku 2014)